# Kadeem Pantophlet
Kadeem Pantophlet (Utrecht, 2 november 1990) is een Nederlandse voetballer die onder contract staat bij Leerdam Sport '55 na eerder voor FC Den Bosch te hebben gespeeld. Hij maakte zijn debuut voor Leerdam Sport '55 1 op 29 oktober 2016 tegen SVW waarin hij de enige 2 doelpunten maakte in de met 2-1 gewonnen wedstrijd.

## Clubcarrière
Kadeem Pantophlet kwam in de jeugd uit voor Theole uit Tiel en speelde eveneens college football voor Duquesne University in de Verenigde Staten. FC Den Bosch trok  de aanvaller aan na een proefperiode bij Brabant United, de gezamenlijke jeugdopleiding van FC Den Bosch en RKC Waalwijk. Pantophlet maakte zijn debuut op 21 augustus 2015 in de wedstrijd tegen FC Emmen (3-0). Hij viel tijdens deze wedstrijd in voor Jordy Thomassen. Recentelijk voetbalde Pantophlet nog bij Leerdam Sport '55. Na dit één-jarige avontuur keerde hij terug bij zijn jeugdclub Theole.

## Statistieken
| 2015/16                  | FC Den Bosch | n 3e Klasse Zaterdag Zuid 1 | Leerdam Sport '55 | Nederland      | Eerste divisie | 2 | 0 | 0 | 0 | 2 | 0 |
| 1                        | 2            | Carrièretotaal              | Carrièretotaal    | Carrièretotaal | Carrièretotaal | 2 | 0 | 0 | 0 | 2 | 0 |
| Bijgewerkt op 7 mei 2016 |              |                             |                   |                |                |   |   |   |   |   |   |

## Opvallend
De carrière van Pantophlet is zeer opvallend te noemen. Tussen 2006 en 2013 was hij namelijk basketballer. In deze sport werd hij kampioen met het onder-20-team van het Bossche Eiffel Towers, de voorloper van de SPM Shoeters. Ook voor het Nederlandse team was hij succesvol. Met hen pakte Pantophlet in 2009 de Europese titel. Alvorens hij in het voetbalteam van Duquesne University in Pittsburgh terechtkwam, speelde hij al daar nog twee jaar basketbal. Toen hij daar geen heil meer in zag, maakte hij weer de stap terug naar het grasveld.